# Orneus (Sohn des Erechtheus)
Orneus (altgriechisch Ὀρνεύς Orneús) war in der griechischen Mythologie der Sohn des attischen Königs Erechtheus, Vater des Peteos und Großvater des Menestheus. Seine Geschwister waren Kekrops, Thespios, Metion, Sikyon, Pandoros, Alkon, Eupalamos, Merope, Prokris, Krëusa, Oreithyia, Chthonia, Protogeneia und Pandora. Als Erechtheus starb, kam es zu Thronstreitigkeiten und Xuthos wurde als Richter bestimmt. Er sprach den Thron dem ältesten Sohn Kekrops zu. Daraufhin vertrieben die Brüder des Kekrops Xuthos aus dem Land. Nach Orneus wurde die Stadt Orneai in der Argolis benannt.
Ein rotfiguriger Krater aus der ersten Hälfte des 5. Jahrhunderts, der bei Ausgrabungen 1882/83 im Parthenon gefunden wurde, zeigt Orneus zusammen mit Pallas, Nisos und Lykos.